# Андреев, Борис Григорьевич
Борис Григорьевич Андреев (1927—?) — советский хозяйственный, государственный и политический деятель.

## Биография
Родился в 1927 году в Ленинграде. Член КПСС .
Житель блокадного Ленинграда, активист группы самозащиты Ленинского района. С 1943 года — на хозяйственной, общественной и политической работе. В 1943—1988 гг. — кровельщик, хозяйственный и партийный работник в Ленинграде, научный работник, доцент, профессор, ректор Ленинградской высшей партийной школы.
Делегат XXV и XXVI съездов КПСС.
Умер после 1988 года.

## Сочинения
- Андреев, Борис Григорьевич. Производственные бригады нового типа [Текст] : партийное руководство их развитием / Б. Г. Андреев, В. П. Черевань — М.: Мысль, 1987—271 с.
- Андреев, Борис Григорьевич. Технический урoвень и качествo прoдукции [Текст] / Андреев Борис Григорьевич — Л. : Лениздат, 1974. — 119 с.
- Андреев Б. Г. Научно-технический прогресс и качество промышленной продукции / Ленингр. организация о-ва «Знание». — Ленинград : Б. и., 1971. — 24 с. ; 21 см. — (В помощь лектору / Ленингр. дом науч.-техн. пропаганды). — Библиогр.: с. 24 (24 назв.)

## Награды и звания
- орден Октябрьской Революции (29.05.1981)
- орден Трудового Красного Знамени (05.03.1976)
- орден Трудового Красного Знамени (20.07.1971)
- орден Дружбы народов (03.08.1987)